# Zoug (Sahara occidental)
Pour les articles homonymes, voir Zoug (homonymie).
Zoug est une localité du Sahara occidental sous contrôle du Front Polisario. Dans le cadre de l'actuelle administration marocaine, elle a le statut de commune rurale de la province marocaine d'Aousserd et de la région de Dakhla-Oued Ed Dahab. Alors que d'après l'organisation territoriale de la RASD, Zoug est situé dans le Daïra de Zoug, lui-même situé dans la wilaya d’Aousserd.